# Mustajärvi (Övertorneå socken, Norrbotten)
Mustajärvi är en sjö i Övertorneå kommun i Norrbotten och ingår i Torneälvens huvudavrinningsområde. Sjön har en area på 0,221 kvadratkilometer och ligger 122 meter över havet. Sjön avvattnas av vattendraget Takajoki.

## Delavrinningsområde
Mustajärvi ingår i det delavrinningsområde (740506-182816) som SMHI kallar för Mynnar i Armasjoki. Medelhöjden är 132 meter över havet och ytan är 27,7 kvadratkilometer. Räknas de 6 avrinningsområdena uppströms in blir den ackumulerade arean 107,53 kvadratkilometer. Takajoki som avvattnar avrinningsområdet har biflödesordning 3, vilket innebär att vattnet flödar genom totalt 3 vattendrag innan det når havet efter 111 kilometer. Avrinningsområdet består mestadels av skog (48 procent) och sankmarker (43 procent). Avrinningsområdet har 0,31 kvadratkilometer vattenytor vilket ger det en sjöprocent på 1,1 procent.